# Acer miaoshanicum
Acer miaoshanicum — вид квіткових рослин з родини сапіндових (Sapindaceae).

## Опис
Дерева до 4 метрів заввишки, однодомні. Кора сіра чи буро-сіра, гладка. Гілочки тонкі, голі, нинішнього року зелені чи пурпурувато-зелені, старші сіруваті чи сіро-зелені. Листя опадне: ніжка 4–5 см, тонка, жовто запушена; листкова пластинка абаксіально зелена й запушена в пазухах жилок, адаксіально (верх) темно-зелена й гола, еліптична, 7–10 × 8–12 см, 5-лопатева до ≈ 1/2 ширини пластини, рідко 3-лопатева або коротко розсічена біля основи; частки ланцетні або яйцювато-довгасті, край зубчастий, верхівка хвостато-загострена. Суцвіття прямовисне, волотисте, 4–5 см. Чашолистків 5, сіро-зелені, яйцювато-довгасті, ≈ 1.5 мм. Пелюсток 5, біло-зелені, довгасті. Тичинок 8. Плід жовтувато-коричневий; горішки опуклі, яйцеподібні, ≈ 4 мм у діаметрі; крила серпоподібні, включаючи горішок 25–27 × 8–16 мм, крила розправлені тупо або ± горизонтально. Квітує у квітні, плодить у вересні.

## Поширення
Вид є ендеміком південно-східного й південно-центрального Китаю: пн.-сх. Гуансі, пд.-сх. Гуйчжоу.
Населяє змішані ліси; на висотах 900–1200 метрів.